# Мишкинене, Юлия Борисовна
Юлия Борисовна Мишкинéне (род. 1963, Северск, Томская область, СССР) — российский философ и кинопродюсер, педагог, основатель и руководитель кинокомпании Vita Aktiva. Кандидат философских наук.

## Биография
Родилась в Томске-7 14 января 1963 года.
Окончила философский факультет МГУ имени М. В. Ломоносова. В 1990 году защитила диссертацию на соискание учёной степени кандидата философских наук по теме «Политическая философия Ханны Арендт» (специальность 09.00.03 — история философии). В 2009 году прошла обучающую программу EURODOC, а также приняла участие в мастер-классе MINI EAVE Moscow.
Преподавала политологию в МГУ имени М. В. Ломоносова. В 2013 году провела курс «Фестивальный маркетинг» в Киношколе имени МакГаффина. В 2014—2015 годах совместно с Еленой Яцурой провела продюсерскую лабораторию в рамках образовательного центра «Культбюро». C 2015 года является преподавателем Московской школы нового кино.
Занимала должность заместителя генерального директора Центра коммуникативных технологий «Proпаганда». С 2001 по 2005 год работала пресс-секретарём советника президента РФ по экономике Андрея Илларионова. С 2005 по 2012 годы— управляющий партнёр компании «Сальвадор-Д». Является основателем и генеральным директором кинокомпании Vita Aktiva c 2005 года.

## Фильмография (продюсер)
- 2021 — «Асфальтовое солнце» (реж. Илья Хотиненко)
- 2020 — «Очень женские истории», киноальманах (реж. Н.Меркулова, О.Михеева, Л.Ятковская, А.Саруханова, А.Бильжо)
- 2019 — «Хэппи-энд» (реж. Евгений Шелякин), I приз зрительского голосования «Выборгский счёт» и приз Медиаконгресса «Содружество журналистов» за лучший сценарий на фестивале «Окно в Европу»[4][5]
- 2018 — «Стиралка», короткометражный (реж. Антон Бильжо) из киноальманаха «Очень женские истории»
- 2017 — «Маленький поезд», короткометражный (реж. Тамара Дондурей)
- 2017 — «Другая жизнь», документальный (реж. Дмитрий Васюков)
- 2017 — «Выставка», короткометражный (реж. Анна Саруханова) из киноальманаха «Очень женские истории»
- 2017 — «Салют-7» (реж. Клим Шипенко) приз «Золотой орел» за лучший фильм года (исполнительный продюсер)
- 2016 — «Эс как доллар, точка, джи», короткометражный (реж. Оксана Михеева) из киноальманаха «Очень женские истории»
- 2016 — «Уроки рисования для взрослых», короткометражный (реж. Лика Ятковская) из киноальманаха «Очень женские истории»
- 2016 — «Сестры», короткометражный (реж. Наталья Меркулова) из киноальманаха «Очень женские истории»
- 2016 — «Рыба-мечта» (реж. Антон Бильжо)
- 2016 — «Счастливые люди. Алтай», документальный (реж. Дмитрий Васюков)
- 2015 — «Брат Дэян» (реж. Бакур Бакурадзе) отобран в конкурс кинофестиваля в Локарно[6]
- 2015 — «Танцуй, Макс, танцуй», документальный (реж. Андрюс Мишкинис)
- 2014 — «Русские гонки», документальный (реж. Серик Бейсеуов, Сергей Догоров), приз за лучшую режиссуру на Национальном кинофестивале дебютов «Движение»
- 2013 — «Хамелеон» (реж. Руфат Гасанов, Эльвин Адыгозел), участник программы «Режиссёры настоящего» кинофестиваля в Локарно (сопродюсер)
- 2013 — «Расфокусин», короткометражный (реж. Оксана Михеева) из киноальманаха «Новые русские»
- 2013 — «Интимные места» (реж. Наташа Меркулова, Алексей Чупов), призы за Лучший дебют и Лучшую женскую роль на фестивале «Кинотавр» (совм. с Б. Бакурадзе)[7]
- 2012 — «Дом Марины», документальный (реж. Дали Руст)
- 2012 — «Энтропия» (реж. Мария Саакян), приз им Саввы Кулиша на фестивале «Окно в Европу»[8]
- 2011 — «Охотник» (реж. Бакур Бакурадзе) участник Каннской программы «Особый взгляд», три приза на «Кинотавре» (исполнительный продюсер)
- 2011 — «Милана», документальный (реж. Мадина Мустафина), главный приз фестиваля Артдокфест, участник кинофестиваля DOK Leipzig
- 2008 — «Шультес» (реж. Бакур Бакурадзе), участник Каннской программы «Двухнедельник режиссёров», главные призы на фестивалях «Кинотавр» и «Молодость».
- 2007 — «Москва», документальный (реж. Бакур Бакурадзе и Дмитрий Мамулия)